# 周化辰
周化辰（1952年6月—），男，汉族，河北迁安人，中华人民共和国政治人物。中国共产党党员，大学文化。

## 生平
1968年12月参加工作，历任吉林省敦化市翰章乡政府生产助理、乡农工商公司副经理，乡党委副书记、乡长、工业局副局长，敦化市乡镇企业局副局长、局长兼党委书记，市长助理，副市长，市委副书记、市长，市委书记。1999年2月任延边朝鲜族自治州副州长，2001年3月任吉林省政府副秘书长兼办公厅副主任。2004年1月任中共白山市委副书记、副市长、代市长、市长，2006年7月任白山市委书记，2008年1月任中共吉林市委书记。2011年2月，当选吉林省人民代表大会常务委员会副主任。2016年1月，卸任吉林省人大常委会副主任职务。
2017年3月，退休已一年有余的周化辰因严重违纪被取消副部级待遇，按正厅级重新确定退休待遇。同年7月10日，中共吉林省委召开中央巡视“回头看”反馈意见整改落实专题民主生活会，会上披露了这一处分。
2018年6月12日，中央纪委国家监委网站转发吉林省纪委监委消息，吉林省人大常委会正厅级退休干部周化辰涉嫌严重违纪违法，正接受纪律审查和监察调查。据悉，周化辰在吉林省任职多年，曾经是苏荣、王珉、孙政才等落马高官的下属。中共十八大以来，有多名省部级及以上官员在退休后因贪腐被查，或在任职期间和退休后遭到降级处分，但周化辰是首位受到降级处分后又接受纪律审查和监察调查（即所谓“落马”）的省部级官员。